# Pic de Bugarach
De Pic de Bugarach (1230 m) is een bergtop in de Franse voor-Pyreneeën, genoemd naar het naburige dorp Bugarach. De top biedt een mooi zicht op de streek rondom en op de verdere Pyreneeën.
Het is een top die goed opvalt bij mistig of nevelig meer, omdat de Pyreneeën, die normaal een vaste tred op de achtergrond zijn, dan minder goed opvallen.
Hij is langs twee kanten te beklimmen, de één al wat gemakkelijker dan de andere, dit omwille van het stijgingspercentage.

## Esoterie
Deze top inspireert een groot aantal mensen, de zogeheten New Agers. Dit omwille van zijn structuur; het bovenste gedeelte (de toppen) is ouder dan het onderste. Dit is zeer ongewoon gezien de geologische verklaringen van een berg.
De 'esoterics', zo worden de New Agers genoemd door het lokale volk, geloofden dat op het einde van de wereld (21 december 2012) aliens in hun ruimtetuig uit de berg zouden rijzen en het volk dat zich in en rond Bugarach bevond zou meenemen. Er waren al opvallend meer toeristen dan het voorafgaande jaar en de autoriteiten zetten het leger in om massazelfmoord te voorkomen.
Op de berg zijn er ook sporen van deze hysterie. Hippies kerven bepaalde symbolen op rotsen en er is zelfs een man die een joert had neergezet in de bossen om zo dicht mogelijk bij het ritueel te zijn.